# Kirsten Thomson
Kirsten Thomson (n. 27 septembrie 1983, Sydney, Noul Wales de Sud, Australia) este o înotătoare ce a reprezentat Australia, medaliată olimpică. A participat la o ediție a Jocurilor Olimpice (2000) în care a câștigat două medalii de argint.